# Szikora János
Szikora János (Budapest, 1950. október 9. –) magyar jogász, Jászai Mari-díjas rendező, színész, díszlettervező, érdemes művész. 2012 óta a székesfehérvári Vörösmarty Színház igazgatója.

## Életpályája
Szülei Szikora János és Burghardt Malvin voltak. Általános iskolai tanulmányait a II. kerületi Marczibányi téri iskolában végezte el, érettségijét a II. Rákóczi Ferenc Gimnáziumban tette le.
1970–1975 között az ELTE JTK tanulója volt. 1975–1979 között a Színház- és Filmművészeti Főiskola színházrendező szakán tanult Békés András osztályában. Joghallgatóként avantgárd színházi alkotócsoportot szervezett (BROBO). 1979–1980-ban a Pécsi Nemzeti Színház rendezője volt.
1980–1986 között a Győri Nemzeti Színház (1980–1982), majd a Miskolci Nemzeti Színház rendezője (1983–1984), az egri Gárdonyi Géza Színház igazgatója volt (1985–1986). 1986–1993 között a Vígszínház rendezője, valamint a szolnoki Szigligeti Színház vendégrendezője volt. 1993–1994 között a Pécsi Nemzeti Színház kamaraszínházának művészeti vezetője volt.
1995-től a Magyar Színházrendezői Testület elnöke. 1995–1996 között szabadúszó volt. 1996–1999 között a Szegedi Nemzeti Színház művészeti vezetője volt. 2002. március 15-én az általa rendezett Az ember tragédiájával nyitotta meg kapuit az új Nemzeti Színház. 2003–2007 között a szolnoki Szigligeti Színház igazgatója volt.
2009–2012 között az Új Színház művészeti vezetője volt.
2012-ben Székesfehérvár megyei jogú város közgyűlése a Vörösmarty Színház igazgatójává választotta 5 évre. A posztra 2017-ben is sikeresen pályázott, megbízatása 2022. július 31-ig szól. 2022-ben újabb három éves megbízatást kapott, 2025-ig az intézmény igazgatója. További ciklusra nem pályázott.

## Családja
Első felesége Sztárek Andrea színésznő volt, akitől 1995-ben ikergyermekei születtek: Borbála és Boldizsár. Bálint fia 1999-ben született, Ármin 2012-ben. Felesége Győrffy Katalin.

## Színházi munkái
A Színházi adattárban regisztrált bemutatóinak száma: rendezőként: 106; szerzőként: 11; díszlettervezőként: 30.

### Rendezőként
| - Rózewicz: Az éhező művész elmegy (1978) - Déry Tibor: Az óriáscsecsemő (1978) - Franz Kafka: A per (1978) - Samuel Beckett: Az utolsó tekercs (1979) - Henrik Ibsen: A tenger asszonya (1979) - Boris Vian: Birodalomépítők avagy a Smürc (1980) - Nádas Péter: Takarítás (1980) - Carlo Goldoni: Nyári kalandozások (1981, 2009) - William Shakespeare: Hamlet (1981 - Bódy Gáborral közös rendezés) - Bohumil Hrabal: Bambini di Prága (1981) - Krleža: Agónia (1983) - Spiró György: Esti műsor (1983) - Beaumarchais: Figaró házassága avagy egy bolond nap (1983) - William Shakespeare: Romeo és Júlia (1984) - Dosztojevszkij: A Karamazov testvérek (1984, 1999) - Neil Simon: Furcsa pár (1985-1986, 1999) - Schwajda–Szikora: Táncdalfesztivál '66 (avagy puncsszeletek a hatvanas évekből) (1985) - Vörösmarty Mihály: Csongor és Tünde (1985) - Lloyd Webber: Jézus Krisztus Szupersztár (1986, 1991) - Choderlos de Laclos: Veszedelmes viszonyok (1986) - Corneille: L'Illusion comique (1986) - Arthur Miller: Az ügynök halála (1987) - Dunai Ferenc: A nadrág (1987) - Paszternak: Doktor Zsivago (1988) - Tennessee Williams: A vágy villamosa (1988) - Makszim Gorkij: Éjjeli menedékhely (1988) - Ghelderode: A titok kapujában (1989) - Richard Strauss: Salome (1989) - Enquist: A földigiliszták életéből (1989) - Mérimée: Carmen (1990) - Kárpáti Péter: Az út végén a folyó (1990) - Hamlisch: Kapj el! (1991) - Wojtyla: A mi Urunk festője (1991) - Schikaneder: Legenda a Varázsfuvoláról (1991) - Maeterlinck: A kék madár (1991) - Labiche: A florentin kalap (1992) - Bergman: Rítus (1992) - Anouilh: Romeo és Jeannette (1992) - Strauss: Az idő és a szoba (1992) - Weingarten: Nyár (1993) - Bizet: Carmen (1993) - Szép Ernő: Vőlegény (1993) - Brjuszov: A tüzes angyal (1994) - Misima: Komacsi a sírnál (1995) - Christie: Az egérfogó (1995, 2011) - Mozart: Varázsfuvola (1995, 1998) - Pirandello: IV. Henrik (1995) - William Shakespeare: Pericles (1996) - Schisgal: Szerelem Ó! (1996) - Claude Debussy: Szent Sebestyén vértanúsága (1996) - Szép Ernő: Lila ákác (1996) - Bulgakov: A Mester és Margarita (1997) - Rostand: Cyrano de Bergerac (1997) - Bertolt Brecht: Koldusopera (1998) - Kodály Zoltán: Háry János (1998) - Mozart: Don Giovanni (1998) - Giuseppe Verdi: Nabucco (1999) - Beethoven: Fidelio (1999) - William Shakespeare: Vízkereszt, vagy amit akartok (1999) - Csiky Gergely: Ingyenélők (2000) - Lev Tolsztoj: Kreutzer szonáta (2000) - Arthur Miller: Pillantás a hídról (2000) | - Strauss: Kalldewey, Farce (2001) - Peter Shaffer: Amadeus (2001) - Schmitt: Frédérick (2001) - Madách Imre: Az ember tragédiája (2002) - Bernardo Bertolucci: Az utolsó tangó Párizsban (2002) - Füst Milán: Catullus (2002) - Yazbek: Alul semmi (2003) - Madarász Iván: Utolsó keringő (2003) - Bellini: Norma (2003) - Cooney: A miniszter félrelép (2004) - Drzic: Dundo Maroje (2004) - Presser Gábor: Képzelt riport egy amerikai popfesztiválról (2005) - Umberto Eco: A rózsa neve (2005) - Marcel Proust: Az eltűnt idő nyomában (2006) - Erkel Ferenc: Bánk bán (2006) - Giuseppe Verdi: Traviata (2007) - William Shakespeare: Szentivánéji álom (2007) - Abay Pál: Ne szóljatok bele! (2007) - Esterházy Péter: Rubens és a nemeuklideszi asszonyok (2008) - Szörényi Levente: István, a király (2008) - Sárosi István: Gyilkos etűdök (2008) - Stendhal: Vörös és fekete (2008) - Weill: Mahagonny városának felemelkedése és bukása (2009) - Bartis Attila: Romlás (2009) - Szigarjev: Guppi (2009) - Steinbeck: Édentől keletre (2010) - Coelho: Tizenegy perc (2010) - Márta István: Csodálatos mobilvilág (2010) - Csiky Gergely: A nagymama (2010) - Ghelderode: Virágos kert (2011) - Weöres Sándor: A kétfejű fenevad (2011) - Thomas Mann: A varázshegy (2012) - Szabó Magda: Abigél (2012) - Peter Shaffer: Black Comedy (2012) - Richard Wagner: A bolygó hollandi (2013) - Alan Jay Lerner - Frederick Loewe: My Fair Lady (2013) - Hugo von Hofmannsthal - Richard Strauss: Az árnyék nélküli - Koronázási szertartásjáték: István (2013) - William Shakespeare: Hamlet (2014) - Koronázási szertartásjáték: Szent László (2014) - Molnár Ferenc: Liliom (Nagyváradi Szigligeti Színház) (2014) - Koronázási szertartásjáték: Könyves Kálmán - A szellem harcosa (2015) - Tracy Letts: Augusztus Oklahomában (2015) - Jules Massenet: Werther (Magyar Állami Operaház) (2015) - Koronázási szertartásjáték: II. (Vak) Béla (2016) - Robert Musil: A rajongók (2016) - Pintér Tamás - Horváth Péter - Mihály Tamás: 56 csepp vér (2016) - Cserhalmi ANZIX (2017) - Koronázási szertartásjáték: III. Béla (2017) - Eugene Scribe - Émile Deschamps - Giacomo Meyerbeer: A hugenották (Erkel Színház, 2017) - Csehov: Három nővér (2016) - Neil Simon: Pletykák (2017) - Koronázási szertartásjáték: II. András - Csillaghullásban álmodó (2018) - Hedwig Lachmann - Richard Strauss: Salome (Margitszigeti Szabadtéri Színpad, 2018) - Murakami Haruki: Kafka a tengerparton (2018) - Sobor Antal: Perelj, Uram! (2018) - Madách Imre: Az ember tragédiája (2018) - Esterházy Péter: Mercedes Benz (2019) - Koronázási szertartásjáték: Az élet magja - IV. Béla (2019) - Molnár Ferenc: Játék a kastélyban (2019) - Sárosi István: Trianon (2020) - Koronázási szertartásjáték: A törékeny gyémánt - IV. Kun László (2020) - Darvasi László, Márton László, Tasnádi István, Závada Pál: Az ember tragédiája 2.0 (2020) |

### Szerzőként
- A per (1978)
- A Karamazov testvérek (1984, 1999)
- Táncdalfesztivál '66 (avagy puncsszeletek a hatvanas évekből) (1985)
- Doktor Zsivago (1988, 2002)
- Legenda a Varázsfuvoláról (1991)
- Rítus (1992)
- Az utolsó tangó Párizsban (2002)
- Eco: A rózsa neve (2005)

### Díszlettervezőként
| - Krleza: Agónia (1983) - William Shakespeare: Romeo és Júlia (1984) - Dosztojevszkij: A Karamazov testvérek (1984) - Simon: Furcsa pár (1985, 1999) - Gorkij: Éjjeli menedékhely (1988) - Bergman: Rítus (1992) - Pirandello: IV. Henrik (1995) - Szép Ernő: Lila ákác (1996) - Beethoven: Fidelio (1999) - William Shakespeare: Vízkereszt, vagy amit akartok (1999) - Csiky Gergely: Ingyenélők (2000) - Tolsztoj: Kreutzer szonáta (2000) - Miller: Pillantás a hídról (2000) - Strauss: Kalldewey, Farce (2001) - Schmitt: Frédérick (2001) | - Füst Milán: Catullus (2002) - Drzic: Dundo Maroje (2004) - Proust: Az eltűnt idő nyomában (2006) - Sárosi István: Gyilkos etűdök (2008) - Weill: Mahagonny városának felemelkedése és bukása (2009) - Bartis Attila: Romlás (2009) - Steinbeck: Édentől keletre (2010) - Coelho: Tizenegy perc (2010) - Csiky Gergely: A nagymama (2010) - Weöres Sándor: A kétfejű fenevad (2011) - Christie: Az egérfogó (2011) - Mann: A varázshegy (2012) - Szabó Magda: Abigél (2012) - Shaffer: Black Comedy (2012) |

## Filmjei
- Kihajolni veszélyes! (1977)
- Vizsgálat Martinovics Ignác szászvári apát és társainak ügyében (1980)
- Kaméliás hölgy (1986)
- Anyegin (1989)
- Állatkerti mesék (1994)
- A császár (1995)
- Ismeretlen férfi képmása (1997)
- A Hídember (2002)
- A Társulat (2007)
- István, a király (2008)
- Ítélet és kegyelem (2021)
- Hadik (2023)

## Díjai, elismerései
- a veszprémi tv-találkozó különdíja (1987)
- Jászai Mari-díj (1988)
- a veszprémi tv-találkozó drámai fődíja (1990)
- a bogotái film- és tv-fesztivál különdíja (1992)
- A Magyar Köztársasági Érdemrend kiskeresztje (1997)
- a színházi találkozó díja (2001)
- Nádasdy Kálmán-díj (2004)
- Vámos László-díj (2014)[9]
- Érdemes művész (2016)
- A Magyar Érdemrend tisztikeresztje (2018)[10]
- A Magyar Érdemrend középkeresztje (2023)